# Hatiora
Hatiora es un género de plantas epifitas perteneciente a la familia de los cactus, son nativas de Brasil.  Hatiora salicornioides es la especie más conocida. Ahora este género incluye también las especies anteriormente llamadas Rhipsalidopsis.

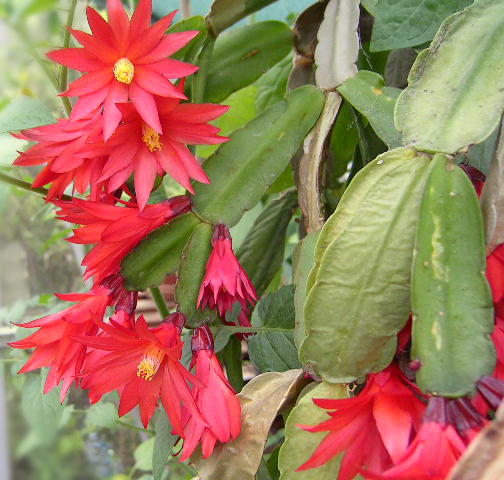
Hatiora gaertneri

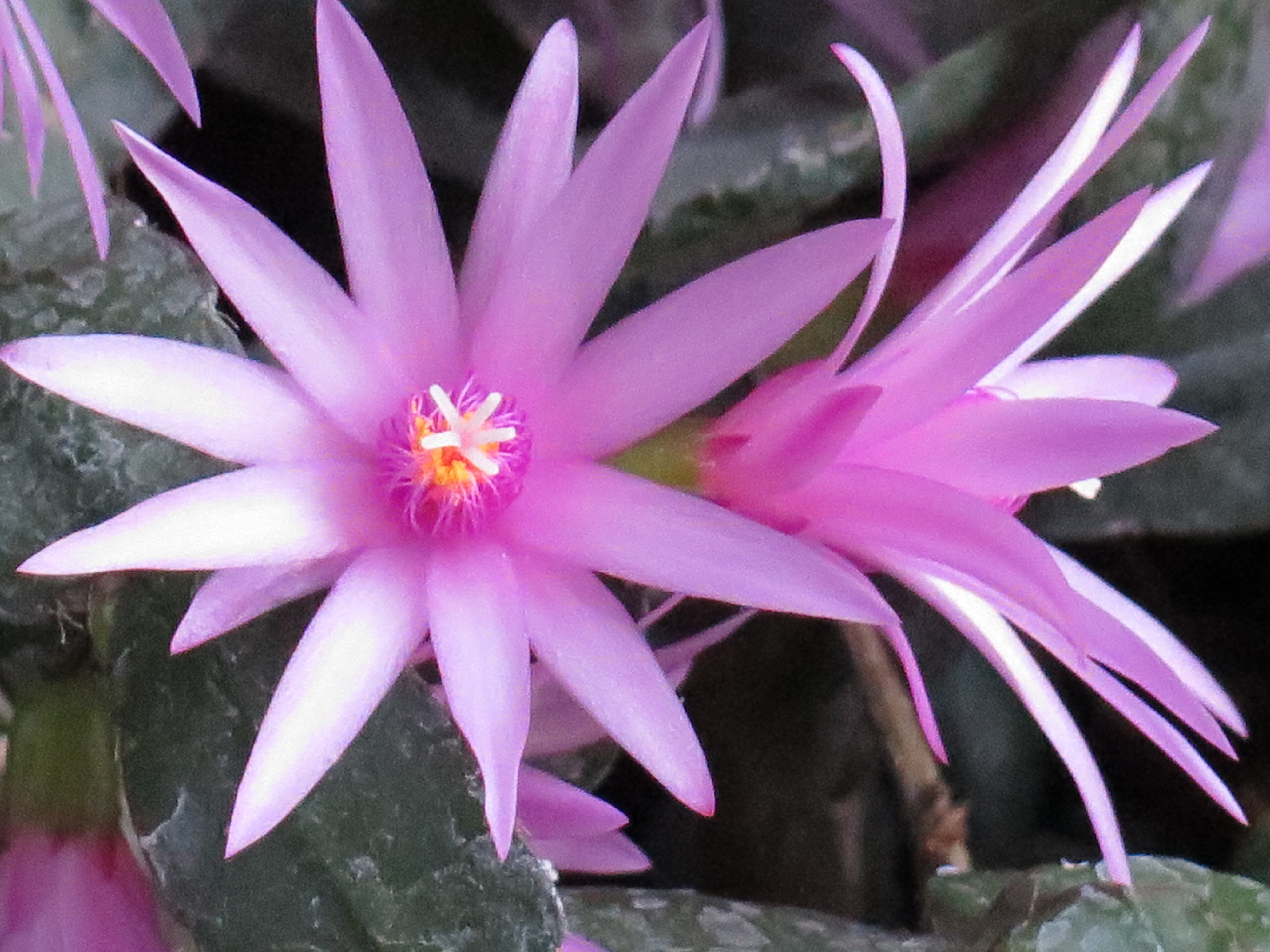
Hatiora rosea

## Descripción
Las especies del género Hatiora crecen epífitas o litófitas. Son arbustivas ramificadas. Su primera posición es vertical y más tarde se extienden o cuelgan. Los tallos con secciones angulares cilíndricas o aplanadas aladas miden hasta 5 cm de largo. La floración se produce en areolas  terminales con espinas ausentes o  como cerdas suaves.
Las flores con simetría radial, en forma de campana, amarillo, rosa o rojo  aparecen en las puntas de los brotes. El tubo de la corola es corto. Los frutos son pequeños esféricos y calvos. Contienen semillas de color marrón o negro  de 1 milímetro de largo.

## Taxonomía
El género fue descrito por Britton & Rose y publicado en The Standard Cyclopedia of Horticulture 1432. 1915.
Etimología
Hatiora: nombre genérico otorgado en honor del  matemático, astrónomo y explorador inglés Thomas Hariot (1560-1621), en forma de un anagrama de su nombre.

## Especies
Comprende 16 especies descrita y de estas, solo 7 aceptadas.
- - Hatiora herminiae (Porto & Castell.) Barthlott
  - Hatiora epiphylloides (Porto & Werderm.) Buxbaum
  - Hatiora gaertneri (Regel) Barthlott
  - Hatiora pentaptera (Pfeiff. ex A. Dietr.) Lem.
  - Hatiora rosea (Lagerh.) Barthlott
  - Hatiora salicornioides (Haw.) Britton & Rose
  - Hatiora x graeseri Barthlott ex D.R.Hunt – híbrido de Hatiora gaertneri y Hatiora rosea.